# アムステルダム大学
アムステルダム大学（アムステルダムだいがく、オランダ語: Universiteit van Amsterdam、英語: University of Amsterdam）はオランダのアムステルダムにある国立の総合大学である。オランダでは「UvA」と略して呼ばれる。この大学は、欧州のエリートネットワークであるヨーロッパ研究大学連盟に名を連ね、オランダの大学の中で最高位におかれる。
アムステルダム大学は、人文科学、社会・行動科学、経済・経営学、法学、自然科学、医学、歯学の7つの学部で構成されている。この大学は、欧州域内でも規模の大きな研究型大学であり、学生数 35,000人（うち、外国人学生 5,000人）、スタッフ 6,000人、博士課程の学生 3,000人、年間予算 8.5億ユーロ を擁する。
この大学では、近年、外国人学生が増加傾向にあり、2017年現在、100以上の修士レベルのプログラムが英語で提供されている。一方、学士レベルのプログラムは、基本的にオランダ語であるが、後述するように、2009年に英語での教育を基本とするリベラルアーツカレッジ（アムステルダム大学カレッジ（Amsterdam University College））が学内に設立された。
ヨーロッパ連合内の動きとして、1999年に合意されたボローニャ協定がアムステルダム大学では2003年に取り入れられ、大学内の構造に変化を与えた。その結果、オランダ古来の学位名は破棄され、イギリスをモデルとした学士・修士号が授与されることとなった。これにより、オランダの学位レベルの国際的比較が容易になった。

## 歴史

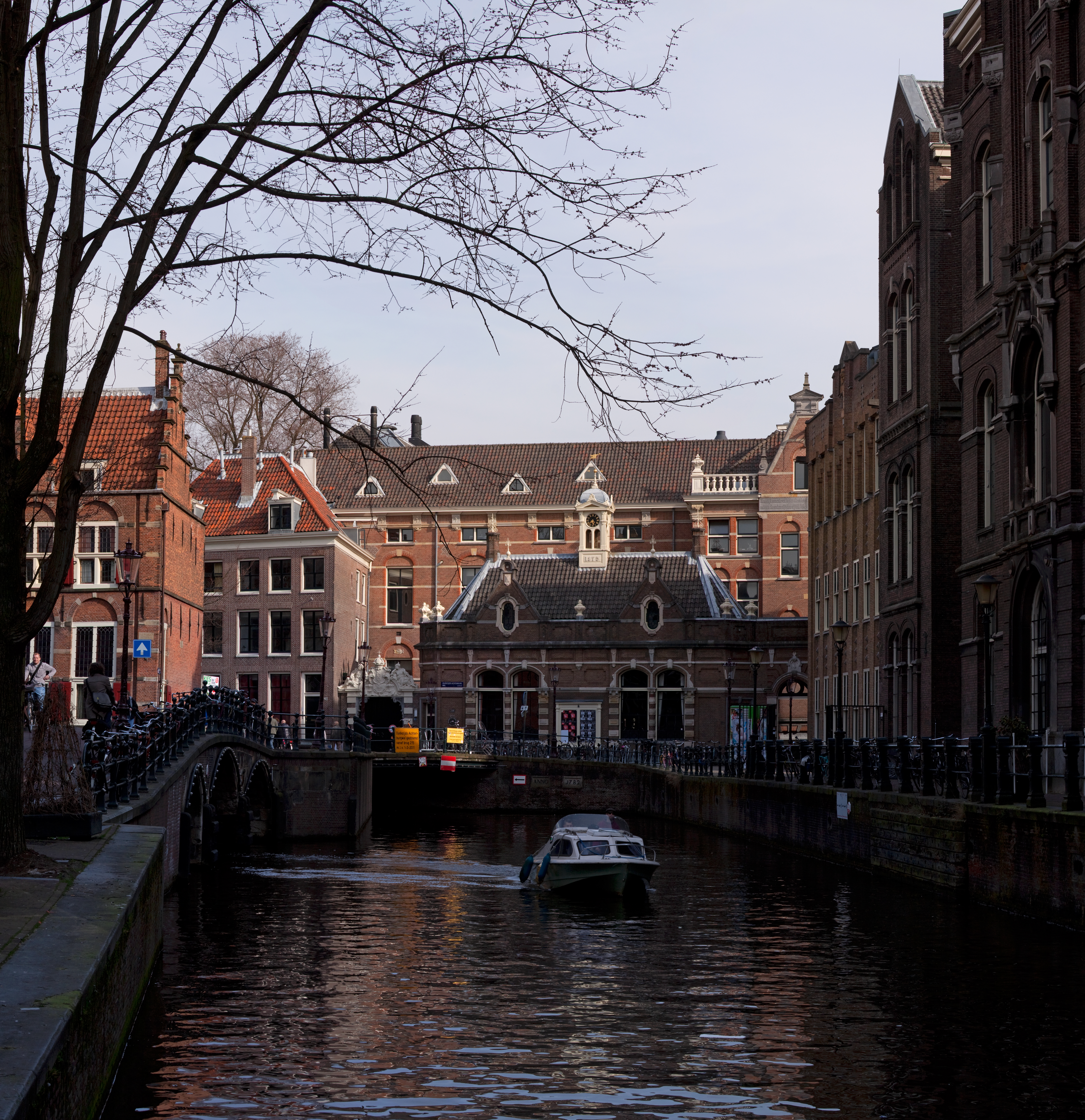
キャンパス

1632年に教会所属のAthenaeum Illustreとして設立。初期の学生数は6人。講義は教授の自宅でおこなわれることも多かったといわれる。17世紀後半には、哲学のほかに、法学、医学、宗教学が追加された。Athenaeum Illustreの発展は非常にゆるやかで、19世紀に入っても学生数250人、教授数8人という所帯だった。ナポレオン戦争の後の1815年、高等教育機関として公式に認可された。1877年にはアムステルダム市立大学（Gemeentelijke Universiteit)と名前を変更し、博士号を授与する権威を得た。アムステルダム市長が大学の最高幹部となり、アムステルダム市の伝統である自由闊達な空気は、市立大学の自治に多大な影響を与えた。1961年、オランダ国内の大学システム変革の一環として、国がアムステルダム市に換わって大学の財政を担うこととなり、名称がアムステルダム大学（Universiteit van Amsterdam）と変わり、今日にいたる。
アムステルダム大学は、世界中で学生紛争が起こった1969年に、大学本部のあるマーフデンハウス（Maagdenhuis)が大学民主化を求める学生によって占拠され、機動隊と激突した。2007年に就任したファン・デン・ボーン学長は、オランダ史上初の女性大学学長。

## 教育プログラム
オランダの大学は、イギリスの大学と同様に、基本的に3年間で学士の学位を取得する。従って、一般的に日本やアメリカ合衆国のような教養課程はなく、1年生から専門教育がなされる。そして、教養課程のような科目選択の自由は少ない。
一方、2009年にリベラル・アーツ・カレッジであるアムステルダム大学カレッジ（Amsterdam University College）が学内に設立された。このカレッジは、アムステルダム大学（University of Amsterdam : UvA）とアムステルダム自由大学（VU Amsterdam）が共同で運営するリベラル・アーツ・カレッジであり、科目選択の自由を強みにしている全寮制のカレッジである。その教育課程はすべて英語であり、3学年でおよそ900人の学生がここで学んでいる。このカレッジには、オランダだけでなく、世界65カ国から学生が集まる。このカレッジの卒業生は、オランダ国内の大学院の他、イギリスをはじめとする欧州各国の大学院に進む者が多い。
カレッジを除くアムステルダム大学は、基本的にオランダ語による学士プログラムであるが、英語が使えて当然とされている。初めの1年を終えた者には初級認定(Propedeus),その後2年で学士号(Bachelor)、さらに1年ないし2年を経て論文を提出した者には修士号(Master)が授与される。博士号を希望する者は、学生ではなく助手(Assistent in Opleiding)の地位が与えられ、大学スタッフとして扱われる。すべての教育プログラムは、オランダ・フランダース認定協議会(NVAO)による審査を定期的に受け、クオリティーを保証される。

## キャンパス
アムステルダム大学は、市内に4つのキャンパスを有する。
【University Quarter】アムステルダムの市街地に位置し、人文系学部とアムステルダム大学図書館がある。
【Roeterseiland Campus】アムステルダムの市街地に位置し、経済学部、経営学部、社会・行動科学部、法学部等の他、学生文化の拠点がある。
【Amsterdam Science Park】欧州最大級のサイエンスパークであり、自然科学系の学部およびアムステルダム大学カレッジ（Amsterdam University College）がある。
【Amsterdam UMC】アムステルダム市内の南東部に位置し、大学病院と医学部がある。大学病院は、オランダを代表する病院の一つである。
この大学は、5つの博物館を有している。アラードピアソン博物館、ヴロリック博物館、JAドルトムントスクリプト博物館、UvAコンピューター博物館、動物園博物館アムステルダムである。また、図書館は、アムステルダム大学図書館以外、各学部に図書館がある。
各学部には学生自治会が存在し、選挙で選ばれた学生メンバーが学部側と授業内容や改善点などを協議している。大学が運営してきた学生食堂やバーは2005年に外部の営利企業に委託された。

## 国際活動
最も際立つものは、EUのスポンサーを受けたエラスムス交換留学プログラムによる、外国人留学生であろう。EU外の国々とも個別の交換留学プログラムがあり、世界各国と交流がある。他国へ留学するオランダ人学生も多いが、アムステルダム大学は外国人学生に人気が高いので、常に入超状態となっている。日本とは慶應義塾大学、東北大学、早稲田大学、上智大学、広島大学の各大学と交流がある。
この大学は、欧州のエリートネットワークであるヨーロッパ研究大学連盟に名を連ね、オランダの大学の中で最高位におかれる。最近の世界大学ランキングは、アメリカの「US News Best Global Universities Rankings Ranking 2022-23」で世界39位、イギリスの「QS Top Universities Ranking 2023」で世界53位、イギリスの「Times Higher Education Ranking 2023」で世界60位であった。この大学は、これまでに6名のノーベル賞受賞者と7名のスピノザ賞受賞者を輩出している。スピノザ賞はオランダで最高の科学賞である。

## 卒業生・講師陣
- トビアス・アッセル - ノーベル平和賞受賞者 (1911年)
- アルフォンス・ディーペンブロック - 作曲家、文学者
- M.A.メンデス・デ・レオン - 医師（オランダの婦人科学の創設者）
- J・スラウアホフ - 作家
- ウジェーヌ・デュボワ - 解剖学者、人類学者
- ニコラ・バーマン - 18世紀の植物学者
- ウッボ・デ・ブーア　-　欧州共同体・共通マーケット推進責任者
- エルス・ボルスト　-　副首相、民主党党首、厚生大臣
- アド・メルケルト　-　社会・雇用省大臣
- ジャクリーン・クラーマー　-　環境・住居省大臣
- バート・コエンダース - 外務大臣、安全保障学者
- ハンス・ルークマーカー - 学者（宗教学、美術史、音楽、哲学）
- アントン・パンネクーク　-　天体物理学者
- ラウツェン・エフベルテュス・ヤン・ブラウワー　-　数学者、哲学者
- フリッツ・ゼルニケ　-　ノーベル物理学賞受賞者（1953年）
- クリスティアーン・エイクマン　-　ノーベル生理学・医学賞受賞者（1929年）
- メンノ・テア・ブラーク　-　作家
- ヴィレム・フレデリク・ヘルマンス　-　作家
- カーリン・スパインク　-　ジャーナリスト
- マックス・エーワ - 数学者・チェスの世界チャンピオン（第5代）
- ロベルト・ダイクラーフ　-　理論物理学、スピノザ賞受賞者（2003）
- ヘールト・マック　-　作家
- サイモン・ヴェストダイク - 作家
- ヨープ・デン・ウイル　-　首相（1973-1977）
- サラ・バヴリー - イスラエルの栄養学者、化学者
- バーテル・レーンデルト・ファン・デル・ヴェルデン - 数学者、数学史研究者
- ヘンドリック・デ・ウィット - 植物学者（クリプトコリネとラジェランドラに関する研究）
- ハンス・ジャンマート - 政治家（中道民主党 議長）
- ヘラ・S・ハーセ - 作家、文学者
- ティナ・ストロボス - 医師（第二次大戦中に100人以上のユダヤ人ホロコーストを救出した人物として有名）
- ディック・スワアブ - 神経生物学者、オランダ脳研究所所長
- ユップ・ランゲ - 医学研究者、ヒト免疫不全ウイルス (HIV) 治療の専門家
- メイ・イアン・アン - 学者（文化学、オーストラリア人文科学アカデミー フェロー）
- カレル・ヴァン・ウォルフレン　-　ジャーナリスト、「The Enigma of Japanese Power」の著者
- トン・コープマン -　オルガン奏者、チェンバロ奏者、指揮者
- ロナルド・プラスターク - 医学生物学者、政治家（文部科学大臣、内務大臣）
- ヘンドリック・レンストラ - 数学者
- ロデウェイク・アッシャー - 政治家（オランダ労働党党首、議員）
- フリッツ・ボルケシュタイン - 政治家（国防大臣、自由と民主主義人民党党首、自由国際代表、欧州委員会委員）
- アンドレ・カイパース - 宇宙飛行士、医師
- ファムケ・ヤンセン - 女優・モデル
- グイド・ヴァンロッサム - 「Python コード」の生みの親（人工知能AIの代表的プログラミング言語）
- イルカイ・アルティンタス - コンピューター科学者
- ヨハン・ファン・ベンタム - 論理学者、言語学者、スピノザ賞受賞者（1996年）
- マーリーン・バース - オランダ労働党党首（2011-2018）
- ジェット・ブセメーカー - 文部科学大臣
- エルンスト・ヒルシュ・バリン - 政治家（内務・王国関係大臣（2010）、政府政策科学評議会（2014-2019））
- グーシェ・テル・ホルスト - 政治家（内務・王国関係大臣（2007-2010））、心理学者
- シャルル・ミシェル - 政治家 （EU大統領（欧州理事会議長（2019-））、ベルギー首相（2011-2014））
- レオナ・マーリン・ロメオ - 政治家（オランダ領 シント・マールテン首相）
- マイケル・W・キング - 米国の映画監督、プロデューサー、エミー賞受賞者